# Bródy István
Bródy István (Nagykároly, 1882. május 1. – Budapest, 1941. január 4.) rendező, színházigazgató. Testvére dr. Bródy Miklós (1877–1949) zeneszerző.

## Életpályája
Bródy Lajos és Bermann Jusztina (1855–1936) fia. 1904-ben a Kis Színkörben kezdett rendezni. 1904–1905 között Győr főrendezője lett Mezei Béla meghívására. 1905–1906 között a Magyar Színház titkára volt, ahová Zoltán Jenő invitálta. 1906–1907 között Aradon volt főrendező Szendrey Mihálynál. 1907–1910 között a Vígszínházban rendezett. 1910–1912 között a Vígszínkör igazgatója volt. 1913–1915 között az Operaház ügyelője, 1915–1918 között rendezője volt. 1918-ban a Margitszigeti Színkör, 1919–1920 között a Revü, 1920-ban a Scala, 1920–1921 között pedig az Eskü téri Színház igazgatója volt. 1921-től Bécsben élt. 1924–1926 között a Fővárosi Operettszínházban is rendezett. 1926-ban felépítette a Sziget Színpadot. 1929-ben a Magyar Színház művészeti vezetője volt. 1931–1934 között a Pesti Színház alapító tagja volt. 1935–1936 között a Kamaraszínház, 1936-ban a Művész Színház rendezője volt.
1907-ben házasságot kötött Budapesten, a Terézvárosban Biró Irénnel, majd első felesége halála után ismét megnősült. Második felesége Endrei Margit volt. Gyermekei Bródy Kata és Bródy Judit.

## Színházi rendezései
- Stolz: Csókbakter
- Millöcker: Szegény Jonathán
- De Fries K.: Budapest–Wien

## Librettói
- Rényi Aladár: Tiszavirág (Vajda Lászlóval, 1915)
- Bródy Miklós–Márkus Alfréd: Férjhez ment a feleségem (1921)
- Lajtai Lajos: Asszonyok bolondja (1923)
- Jacobi Viktor: Miami (Vajda Lászlóval, 1925)
- Ábrahám Pál: Zenebona (Lakatos Lászlóval, 1928)
- Kemény Egon: Kikelet utca 3. (Harmath I.-vel, 1929)

## Filmjei
- A munkászubbony (1915)
- Dódi karrierje (1915)

## Kötetei
- Mindenki benne van... Egy színigazgató naplójából; címlap Hermann Lipót, karikatúrák Gellért Lajos; Sárik Ny., Bp., 1937
- A női szépség albuma anno 1937; szerk. Bródy István; Új Magazin, Bp., 1937
- Régi pesti dáridók. Egy letűnt világ regénye; Officina Ny., Bp., 1940